# Jeroen Lambers
Jeroen Lambers (Zwartemeer, 20 oktober 1980) is een voetbalkeeper van VV Zwartemeer. Hij begon zijn carrière bij FC Groningen. Op 6 maart 2004 maakte hij zijn debuut in het eerste elftal in de uitwedstrijd tegen Willem II. Lambers speelde een seizoen bij het Schotse Falkirk FC. Daarna heeft hij drie seizoenen bij BV Veendam gevoetbald. Na zijn periode bij BV Veendam kwam hij uit in het amateurvoetbal.

## Clubstatistieken
| Seizoen | Club          | Competitie              | Duels | Goals |
| ------- | ------------- | ----------------------- | ----- | ----- |
| 2002/03 | FC Groningen  | Eredivisie              | 0     | 0     |
| 2003/04 | FC Groningen  | Eredivisie              | 7     | 0     |
| 2004/05 | FC Groningen  | Eredivisie              | 1     | 0     |
| 2005/06 | FC Groningen  | Eredivisie              | 0     | 0     |
| 2006/07 | Falkirk FC    | Scottish Premier League | 9     | 0     |
| 2007/08 | BV Veendam    | Eerste Divisie          | 4     | 0     |
| 2008/09 | BV Veendam    | Eerste Divisie          | 10    | 0     |
| 2009/10 | BV Veendam    | Eerste Divisie          | 0     | 0     |
| 2010/13 | WKE           | Hoofdklasse             | 0     | 0     |
| 2013/14 | VV Zwartemeer | Tweede klasse           | 0     | 0     |